# Бурж-2 (кантон)
Бурж-2 (фр. Bourges-2) — кантон во Франции, находится в регионе Центр, департамент Шер. Входит в состав округа Бурж.
Код INSEE кантона — 1831. В кантон Бурж-2 входит одна коммуна — Бурж.
Население кантона на 2007 год составляло 12 002 человека.